# Теоретическая физика

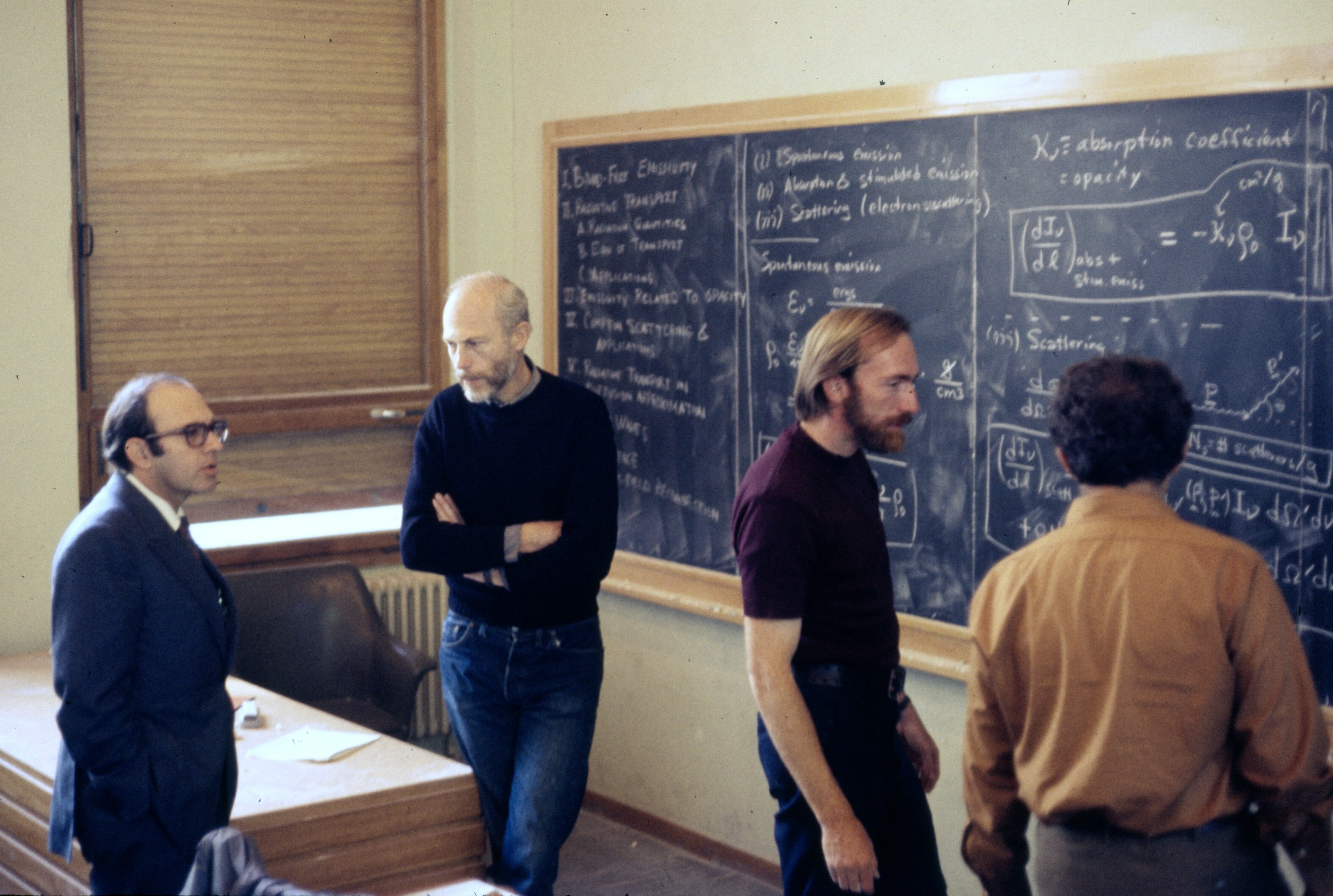
Дискуссия в главном зале École de Physique des Houches, 1972. Слева направо: Юваль Неэман, Брайс Девитт, Кип Торн.

Теорети́ческая фи́зика — раздел физики, в котором в качестве основного способа познания природы используется создание теоретических (в первую очередь математических) моделей явлений и сопоставление их с реальностью. В такой формулировке теоретическая физика является самостоятельным методом изучения природы, хотя её содержание формируется с учётом результатов экспериментов и наблюдений за природой.
Методология теоретической физики состоит в выделении ключевых физических понятий (таких, как атом, масса, энергия, энтропия, поле и т. д.) и формулировки на математическом языке законов природы, связывающих эти понятия; объяснении наблюдаемых явлений природы на основе сформулированных законов природы; предсказании новых явлений природы, которые могут быть обнаружены.
Близким аналогом является математическая физика, которая исследует свойства физических моделей на математическом уровне строгости, однако не занимается вопросами выбора физических понятий и сопоставления моделей с реальностью (хотя вполне может предсказать новые явления).

## Особенности
Теоретическая физика не рассматривает вопросы вида «почему математика должна описывать природу?». Она принимает за постулат то, что, в силу неких причин, математическое описание природных явлений оказывается крайне эффективным, и изучает последствия этого постулата. Строго говоря, теоретическая физика изучает не свойства самой природы, а свойства предлагаемых теоретических моделей. Кроме того, часто теоретическая физика изучает какие-либо модели «сами по себе», без привязки к конкретным природным явлениям.
Однако основной задачей теоретической физики остаётся открытие и понимание наиболее общих законов природы, управляющих какой-либо областью физических явлений, и, во-вторых, исходя из этих законов, описание ожидаемого поведения тех или иных физических систем в реальности. Почти специфической особенностью теоретической физики в отличие от других естественных наук является предсказание ещё неизвестных физических явлений и точных результатов измерений.

## Физическая теория
Продуктом теоретической физики являются физические теории. Поскольку теоретическая физика работает именно с математическими моделями, крайне важным требованием является математическая непротиворечивость завершённой физической теории. Вторым обязательным свойством, отличающим теоретическую физику от математики, является возможность получать внутри теории предсказания для поведения природы в тех или иных условиях (то есть предсказания для экспериментов) и, в тех случаях, где результат эксперимента уже известен, давать согласие с экспериментом.
Сказанное выше позволяет обрисовать общую структуру физической теории. Она должна содержать:
- описание круга явлений, для которых строится математическая модель,
- аксиомы, определяющие математическую модель,
- аксиомы, сопоставляющие (по крайней мере, некоторым) математическим объектам наблюдаемые, физические объекты,
- непосредственные следствия математических аксиом и их эквиваленты в реальном мире, которые истолковываются как предсказания теории.

Из этого становится ясно, что утверждения типа «а вдруг теория относительности неверна?» бессмысленны. Теория относительности, как физическая теория, удовлетворяющая нужным требованиям, уже верна. Если же окажется, что она не сходится с экспериментом в каких-то предсказаниях, то значит, она в этих явлениях не применима к реальности. Теория всегда имеет точное схождение с реальностью, её можно перепроверить и доказать сколько угодно раз. Потребуется поиск новой гипотезы, которая станет теорией, при этом, скорее всего, теория относительности окажется каким-то предельным случаем этой новой теории. А новая теория не опровергнет истинность предыдущей, а лишь дополнит. С точки зрения теории, катастрофы в этом нет.
В принципе, возможна ситуация, когда для одного и того же круга явлений существуют несколько разных физических теорий, приводящих к похожим или совпадающим предсказаниям. История науки показывает, что такая ситуация обычно временна: рано или поздно либо одна теория оказывается более адекватна, чем другая, либо показывается, что эти теории эквивалентны (см. ниже пример с квантовой механикой).

## Построение физических теорий
Фундаментальные физические теории, как правило, не выводятся из уже известных, а строятся с нуля. Первый шаг в таком построении — это самое настоящее «угадывание» того, какую математическую модель следует взять за основу. Часто оказывается, что для построения теории требуется новый (причём обычно более сложный) математический аппарат, непохожий на тот, что использовался в теоретической физике где-либо ранее. Это — не прихоть, а необходимость: обычно новые физические теории строятся там, где все предыдущие теории (то есть основанные на «привычном» матаппарате) показали свою несостоятельность в описании природы. Иногда оказывается, что соответствующий матаппарат отсутствует в арсенале чистой математики, и его приходится изобретать или дорабатывать. Например, академик Изюмов с соавторами развили свой вариант диаграммной техники для описания спиновых операторов, а также для операторов, вводимых при исследовании сильно коррелированных электронных систем (так называемые X-операторы Хаббарда)[значимость факта?].
Дополнительными, но необязательными, при построении «хорошей» физической теории могут являться следующие критерии:
- «математическая красота»;
- «бритва Оккама», а также общность подхода ко многим системам;
- возможность не только описывать уже имеющиеся данные, но и предсказывать новые;
- возможность редукции в какую-либо уже известную теорию в какой-либо их общей области применимости (принцип соответствия);
- возможность выяснить внутри самой теории её область применимости; так, например, классическая механика «не знает» границ своей применимости, а термодинамика «знает» где она может и где не может использоваться.

Такие критерии, как «здравый смысл» или «повседневный опыт», не только нежелательны при построении теории, но и уже успели дискредитировать себя: многие современные теории могут «противоречить здравому смыслу», однако реальность они описывают на много порядков точнее, чем «теории, основанные на здравом смысле».

## Примеры физических теорий
- Классическая механика. Именно при построении классической механики Ньютон столкнулся с необходимостью введения производных и интегралов, то есть создал дифференциальное и интегральное исчисление.
- Статистическая физика. Первоначально физическая часть полностью основывалась на классической механике с учётом данных термодинамики и химии, с сильным развитием математических моделей. Ныне является основой физики конденсированного состояния.
- Классическая электродинамика. Уравнения Максвелла оказались противоречащими классической механике, однако это противоречие, как стало понятно позже, не означало неверность одной из двух теорий. В границах своей применимости обе теории очень точно описывают действительность (например, классическая механика — движение планет и спутников).
- Специальная теория относительности, революционная теория, поменявшая привычные представления о пространстве и времени.
- Общая теория относительности, в формулировке которой постулируется, что пустое пространство тоже обладает определёнными нетривиальными геометрическими свойствами, и его можно описать методами дифференциальной геометрии.
- Квантовая механика. После того, как классическая физика не смогла описать квантовые явления, были предприняты попытки переформулировать сам подход к описанию эволюции микроскопических систем. Это удалось Шрёдингеру, который постулировал, что каждой частице сопоставляется новый объект — волновая функция, а также Гейзенбергу, который (независимо от Джона Уилера, сделавшего это в 1937 г.) ввёл существование матрицы рассеяния. Однако наиболее удачную математическую модель для квантовой механики нашёл фон Нейман (теория гильбертовых пространств и действующих в них операторов) и показал, что как волновая механика Шрёдингера, так и матричная механика Гейзенберга являются лишь вариантами (различными представлениями) этой теории. Уравнение Дирака, сформулированное как релятивистское обобщение квантовой механики, привело к предсказанию античастиц.
- Квантовая теория поля. Закономерный этап в развитии физических теорий — релятивистская теория квантовых полей. Успехом на этом направлении стало создание квантовой электродинамики. В 60-х годах Вайнбергом, Саламом и Глэшоу была создана единая теория слабого и электромагнитного взаимодействий, предсказавшая существование нейтральных токов и векторных бозонов.
- В настоящее время одним из направлений работ является теория струн, которая объединила бы все известные взаимодействия. Сформулировать её как законченную физическую теорию пока не удаётся.

Выше приведены фундаментальные физические теории, но в каждом разделе физики используются специализированные теории, связанные между собой общностью фундаментальных законов физики, теоретических и математических методов. Так, физика конденсированного состояния и физика твёрдого тела — разветвлённые области теоретических разработок, основывающихся на уже известных более общих теориях. В то же время такие области как классическая механика или статистическая физика также продолжают развиваться и расти, ряд их сложнейших проблем получили решение лишь в 20 веке.

## Методы теоретической физики в других науках
По мнению физика-теоретика академика С. В. Вонсовского, начиная с XX века подходы и методы теоретической физики всё чаще успешно используются в других науках. Так в естественных науках, где между дисциплинами существуют скорее кажущиеся, чем принципиальные различия, устанавливается некое своеобразное единство, например, путём возникновения промежуточных дисциплин, таких как химическая физика, геофизика, биофизика и др., что приводит к переходу во всём естествознании от описательного этапа к строго количественному с использованием всей мощи современного математического аппарата, используемого в теоретической физике. Те же тенденции наблюдаются в последнее время и в социальных и гуманитарных науках: возник комплекс наук по экономической кибернетике, где создаются математические модели с использованием сложнейшего математического аппарата. И даже в совсем далёких от математики науках, таких как история и филология, наблюдается стремление к разработке специальных математических подходов.